# Cryptolabis roundsi
Cryptolabis roundsi är en tvåvingeart som beskrevs av Alexander 1939. Cryptolabis roundsi ingår i släktet Cryptolabis och familjen småharkrankar.
Artens utbredningsområde är Costa Rica. Inga underarter finns listade i Catalogue of Life.